# 鲁瓦维尔 (奥恩省)
鲁瓦维尔（法語：Roiville，法語發音：[ʁwavil] ⓘ）是法国奥恩省的一个市镇，属于阿让唐区。

## 地理
鲁瓦维尔（48°52'48"N, 0°14'7"E）面积8.18 平方千米，位于法国诺曼底大区奧恩省，该省份为法国西北部内陆省份，北起顺时针与卡爾瓦多斯省、厄尔省、厄尔-卢瓦省、萨尔特省、马耶讷省和芒什省接壤。
与鲁瓦维尔接壤的市镇（或旧市镇、城区）包括：欧布里勒庞图、弗雷奈勒桑松、盖尔克萨勒、图克河畔讷维尔、蒂什维尔、欧日地区萨普。

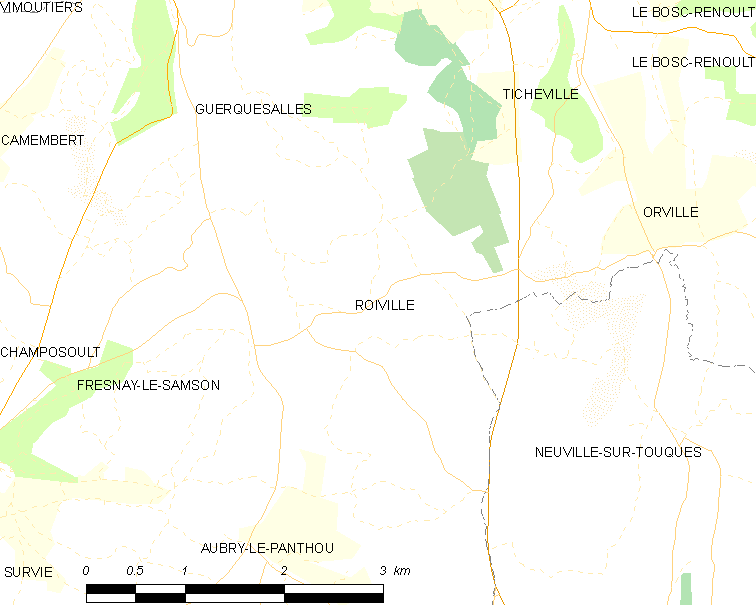
的OSM定位图

鲁瓦维尔的时区为UTC+01:00、UTC+02:00（夏令时）。

## 行政
鲁瓦维尔的邮政编码为61120，INSEE市镇编码为61351。

## 政治
鲁瓦维尔所属的省级选区为维穆捷县。

## 人口

1962-2008年间人口变化图示

鲁瓦维尔于2022年1月1日时的人口数量为133人。